# Rose Marie Compaoré
Rose Marie Compaoré (13 de novembre de 1958 – 18 de març de 2020) va ser una política de Burkina Faso i la primera víctima mortal de la COVID-19 a l'Àfrica subsahariana.

## Biografia
Rose Marie Konditamdé (Compaoré era el cognom de casada) va néixer a Zoundweogo (Burkina Faso) el 13 de novembre de 1958.
Va ser cofundadora, el 2010, i membre del seu Comitè Executiu, de la Unió per al Progrés i el Canvi (UPC, del francès Union pour le Progrès et le Changement), segona força política del país i era vicepresidenta segona de l'Assemblea Nacional de Burkina Faso. Era coneguda com la «lleona de Zoundwéogo». Va promoure les campanyes per a la detecció del càncer de mama i havia impartit conferències públiques de sensibilització per ajudar les capes socials baixes a protegir la seva salut.
Va morir el 18 de març de 2020 a l'Hospital Universitari de Tengandogo (Ouagadougou) a causa de complicacions de la COVID-19 per la seva condició de diabètica. Va ser la primera víctima de la pandèmia a Burkina Faso i va ser enterrada el 18 de març al cementiri de Gounghin, a Ouagadougou.